# International Art Museum of America

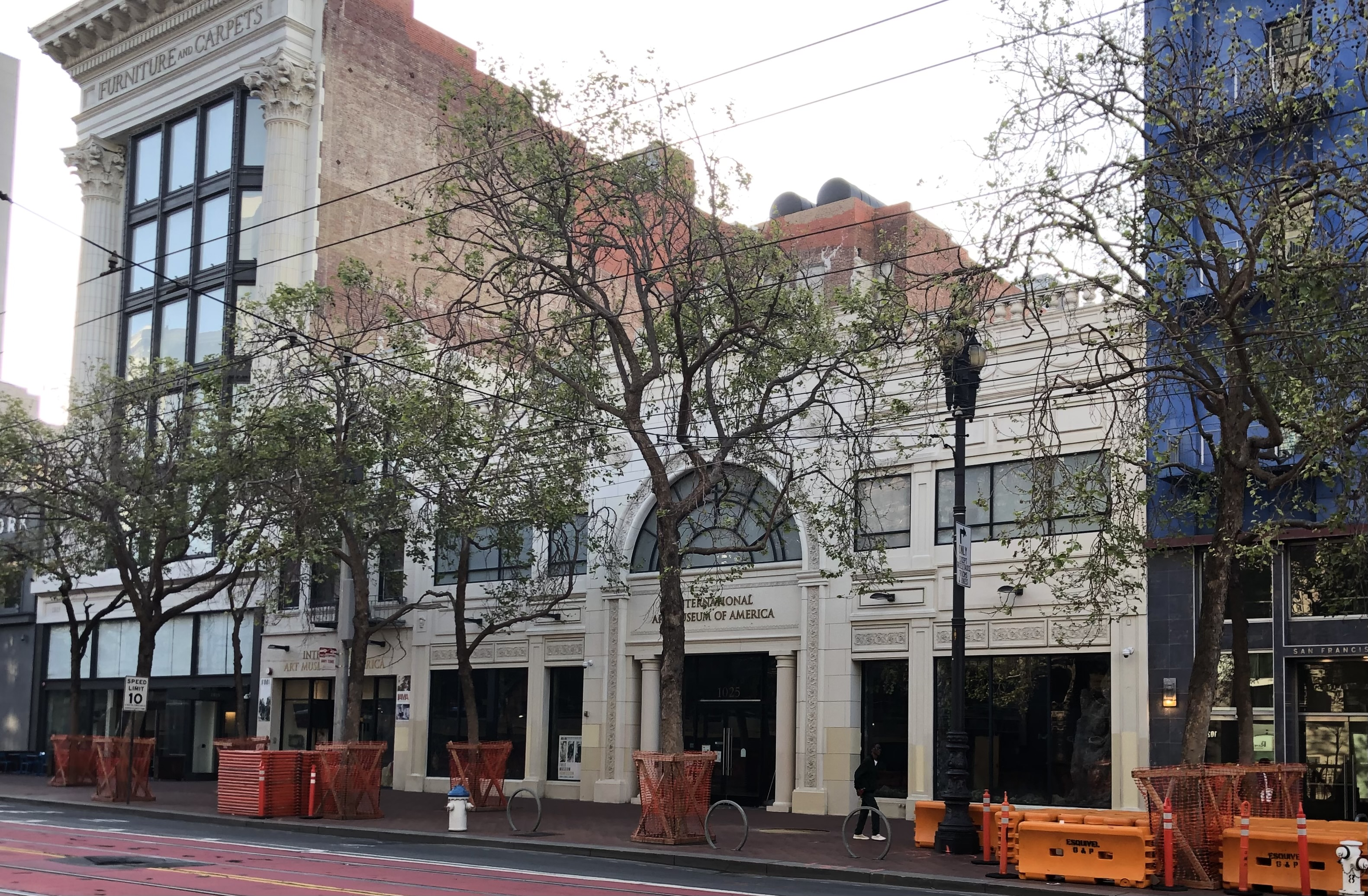
International Art Museum of America, 2023

Das International Art Museum of America (IAMA) ist ein Kunstmuseum in San Francisco, Kalifornien.

## Lage
Das Museum befindet sich auf der südöstlichen Seite der Market Street im Stadtteil South of Market an der Adresse 1023 Market Street im Zentrum von San Francisco.

## Geschichte und Architektur
Das nicht staatliche gemeinnützige Museum wurde im Jahr 2011 vom Künstler H. H. Dorje Chang Buddha III gegründet, der sich als Reinkarnation des Buddhas Vajradhara sah. Als Begründung für den Standort des Museums wurde angegeben, dass dieser Teil der Stadt in Schwierigkeiten war und man ein Magnet für positive Veränderungen sein wolle. Man wolle eine Oase der Ruhe und des Genusses schaffen. Die Eröffnung fand am 15. Oktober 2011 statt. Zunächst zeigte das Museum weitgehend Werke des Gründers.

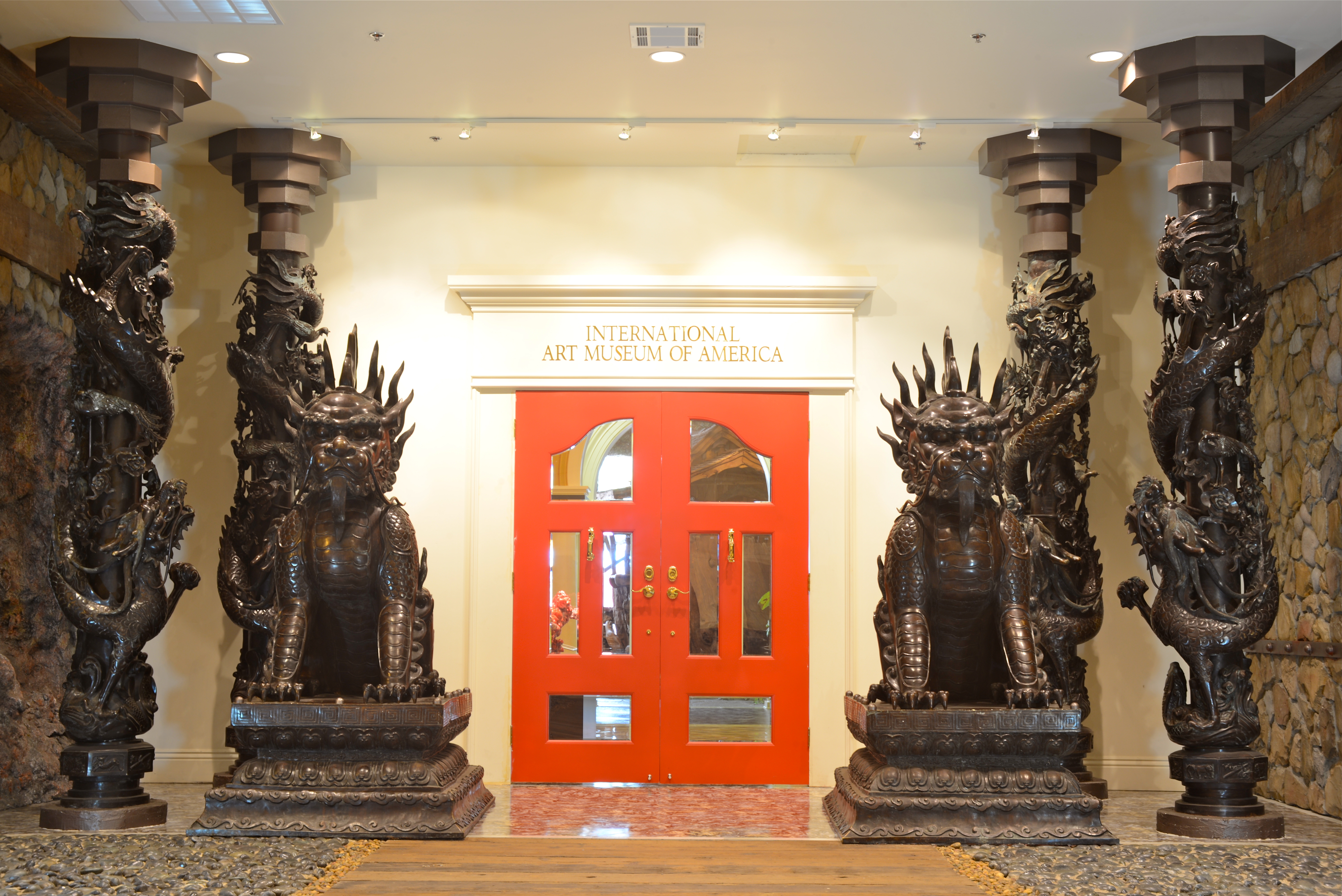
Drachen

Die Innengestaltung wurde als Disneyland-artig beschrieben. Eine asiatische Grotte mit künstlichen Felsen, Farnen, tropischen Blumen sowie einen in einen Teich stürzenden Wasserfall bestimmen das Ambiente. Es gibt einen mit einem Pagodendach bedeckten Pavillon sowie ein Baumhaus. Diese Installation stammt von Steve Blanchard. Die Wände sind mit einem Fotowandbild eines Bergbaches bedeckt. Darüber hinaus gibt es auch ein Paar chinesischer Drachen aus Bronze. Neben dem asiatischen Stil gibt es jedoch auch Versammlungs- und Veranstaltungsräume im Stil des Neoklassizismus. Hier finden sich Bögen, dorische Säulen und Bodenfliesen aus Kunstmarmor.
Viele Mitglieder des Vorstandes und Unterstützer des Museums waren Anhänger des Gründers. Trotz einer starken Affinität zum Buddhismus legte man jedoch Wert darauf, dass es nicht Teil der religiösen Organisation des Gründers sei.

## Sammlung
Zur Sammlung des Museums gehören Werke der nachfolgenden Künstler:

### Chinesische Künstler
- Yongzheng (1678–1735)
- Fu Baoshi (1904–1965)
- H.H. Dorje Chang Buddha III (1951–2022)
- Huang Zhou (1925–1997)
- Qi Baishi (1864–1957)
- Wu Changshuo (1844–1927)
- Xu Beihong (1895–1953)
- Zhang Daqian (1899–1983)

### Europäische Künstler
- Rosa Bonheur (1822–1899)
- Évariste Carpentier (1845–1922)
- David Martin (1737–1797)
- Léon Germain Pelouse (1838–1891)
- Charles Dorman Robinson (1847–1933)
- Martin Archer Shee (1769–1850)
- Frits Thaulow (1847–1906)
- Daniel Vertangen (1598–1684)
- Maurice de Vlaminck (1876–1958)
- Dirick Wyntrack (1625–1678)